# راؤول لونغي
راؤول لونغي (بالإسبانية: Raúl Longhi)‏ هو مدرب كرة قدم ولاعب كرة قدم أرجنتيني في مركز نصف الجناح، ولد في 17 مايو 1952 في مار دل بلاتا في الأرجنتين. لعب مع إسبانيول ونادي أوسبيتاليت ونادي جيرونا ونادي سان أندرو.